# Reggio Calabria (provincie)
De voormalige provincie Reggio Calabria is gelegen in de Zuid-Italiaanse regio Calabrië. Als gevolg van de Wet 142/1990 op de hervorming van de lokale overheidsorganen, in werking getreden op 1 januari 2015 is de provincie vervangen door de metropolitane stad Reggio Calabria. 
In het noorden grenst ze aan de provincies Vibo Valentia en Catanzaro. In het westen ligt de Tyrreense Zee, in het oosten de Ionische Zee. De Straat van Messina scheidt de provincie Reggio Calabria met de Siciliaanse provincie Messina.

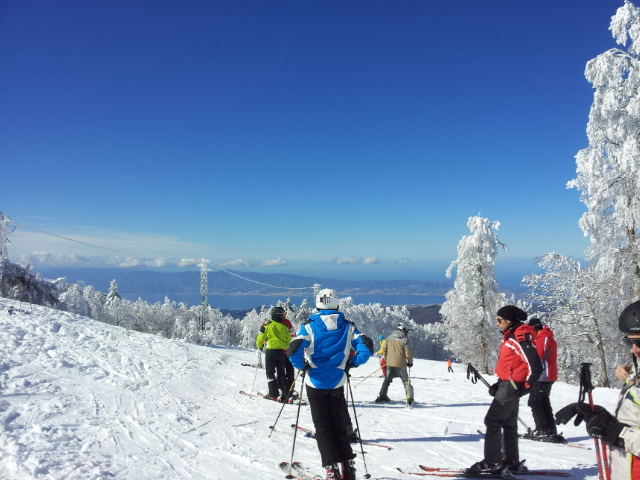
Wintersportgebied Gambarie met zicht over de Straat van Messina

## Territorium
Het binnenland wordt beheerst door het bergmassief van de Aspromonte. Het is een dunbevolkt gebied en heeft de status van nationaal park. Langs de tweehonderd kilometer kust liggen een aantal belangrijke badplaatsen zoals Palmi en Locri. Gioia Tauro is een van de belangrijkste overslaghavens van de Middellandse Zee. Bij Villa San Giovanni is de Straat van Messina op zijn smalst, hier varen veerboten af en aan om de verkeersstroom tussen Sicilië en het vasteland op gang te houden. Er zijn ideeën voor een 3300 meter lange hangbrug over de zeestraat.

## Bezienswaardigheden
De hoofdstad Reggio Calabria is de grootste plaats van de regio Calabrië. In de 1908 is de stad, samen met de Siciliaanse stad Messina vrijwel geheel verwoest door een zware aardbeving die gevolgd werd door een vloedgolf (tsunami). In de stad is het belangrijke Museo Nazionale della Magna Grecia gevestigd met voorwerpen uit onder andere het antieke Rheggion. Pronkstukken zijn de twee grote bronzen beelden die in de jaren 70 bij Riace uit zee zijn opgevist.
Bezienswaardige plaatsen in de provincie zijn: Gerace met de grootste kathedraal van Calabrië; Stilo, waar de Byzantijnse 10de-eeuwse kerk Cattolica staat; Bova, ten noorden van Bova Marina ligt op 900 meter, hier heersen Griekse tradities, er wordt ook Grieks gesproken; in Locri, door de oude Grieken Lokroi Epizephyrioi genoemd, zijn de resten te vinden van een Grieks-Romeins amfitheater en een necropolis. De meeste kunstschatten die in dit gebied gevonden zijn liggen in het museum in Reggio Calabria.
De Aspromonte is de zuidelijkste uitloper van de Apennijnen. De hoogste top is de Montalto (1955 m). In het gebied komen zeldzame dieren voor als de adelaar en de wolf. Karakteristiek voor de Aspromonte zijn de brede droge rivierbeddingen en bizarre rotsvormen zoals bij Pentedattilo en de Pietra Cappa bij San Luca. Bij San Luca ligt ook het Santuario della Madonna di Polsi.

## Belangrijke plaatsen
- Reggio Calabria (190.127 inw.)
- Gioia Tauro (18.483 inw.)
- Palmi (19.207 inw.)
- Siderno (18.125 inw.)